# McAlisterville
McAlisterville és una concentració de població designada pel cens dels Estats Units a l'estat de Pennsilvània. Segons el cens del 2000 tenia 765 habitants.

## Demografia
Segons el cens del 2000, McAlisterville tenia 765 habitants, 337 habitatges, i 209 famílies. La densitat de població era de 314,2 habitants/km².
Dels 337 habitatges en un 26,4% hi vivien nens de menys de 18 anys, en un 49,9% hi vivien parelles casades, en un 8,6% dones solteres, i en un 37,7% no eren unitats familiars. En el 34,1% dels habitatges hi vivien persones soles el 14,5% de les quals corresponia a persones de 65 anys o més que vivien soles. El nombre mitjà de persones vivint en cada habitatge era de 2,27 i el nombre mitjà de persones que vivien en cada família era de 2,91.
Per edats la població es repartia de la següent manera: un 23,3% tenia menys de 18 anys, un 11% entre 18 i 24, un 26,8% entre 25 i 44, un 19,9% de 45 a 60 i un 19,1% 65 anys o més.
L'edat mediana era de 37 anys. Per cada 100 dones de 18 o més anys hi havia 84 homes.
La renda mediana per habitatge era de 23.047 $ i la renda mediana per família de 32.411 $. Els homes tenien una renda mediana de 25.893 $ mentre que les dones 22.120 $. La renda per capita de la població era de 16.821 $. Entorn del 13,7% de les famílies i el 12,8% de la població estaven per davall del llindar de pobresa.

## Poblacions més properes
El següent diagrama mostra les poblacions més properes.